# Inerte (chimica)
In chimica, è detta inerte una specie chimica o un materiale che, seppur presente nell'ambiente in cui si svolge una determinata reazione chimica, non prende parte a quest'ultima e non ne modifica il meccanismo di reazione (come invece succede nel caso dei catalizzatori).
Ad esempio l'azoto e i gas nobili si comportano da inerti nei confronti di molte reazioni chimiche.
Sebbene gli inerti non partecipino alla reazione nel ruolo di reagenti o catalizzatori, possono avere influenza sulle condizioni in cui avviene la reazione; in particolare la presenza di un inerte può avere influenza sul trasporto di calore (ad esempio facilitando lo smaltimento del calore generato da una reazione esotermica) e sulla velocità di reazione, soprattutto se è presente ad elevate concentrazioni.

## Utilizzo degli inerti
I gas inerti sono utilizzati per evitare lo svolgimento di reazioni chimiche indesiderate, ad esempio nella conservazione di sostanze chimiche altamente reattive e nella conservazione degli alimenti.
Nell'industria chimica, l'aggiunta dei gas inerti può essere finalizzata ad aumentare la sicurezza dell'impianto.
Materiali inerti vengono inoltre utilizzati per la produzione di vetreria da laboratorio e per la realizzazione di apparecchiature chimiche.
Nell'ambito edilizio, gli inerti (chiamati in quest'ambito specifico anche "aggregati") vengono aggiunti al calcestruzzo per migliorarne le proprietà meccaniche e ridurne i costi.

## Influenza degli inerti sulla cinetica della reazione
La presenza di fluidi inerti può aumentare o diminuire il rischio di esplosione di una miscela, che viene determinato confrontando il valore della concentrazione del combustibile con i limiti di esplosione; i limiti di esplosione identificano l'intervallo di concentrazione di combustibile in una miscela all'interno del quale la miscela rischia di esplodere in seguito a innesco; tale intervallo è racchiuso tra il "limite di esplosione inferiore" (LEL) e il "limite di esplosione superiore" (UEL); aggiungendo un inerte ad una miscela la cui concentrazione di combustibile è un poco più alta del limite di esplosione inferiore (quindi potenzialmente pericolosa), se ne diminuisce la concentrazione, uscendo dall'intervallo di esplosività e quindi diminuendo le probabilità che l'esplosione avvenga; invece aggiungendo un inerte ad una miscela la cui concentrazione di combustibile è un poco più alta del limite di esplosione superiore (quindi potenzialmente sicura), se ne diminuisce la concentrazione, entrando nell'intervallo di esplosività e quindi aumentando le probabilità che l'esplosione avvenga.

## Considerazioni impiantistiche
Nell'ambito di un impianto chimico, la presenza di fluidi inerti aumenta le portate circolanti nell'impianto, aumentando i costi associati alla movimentazione dei materiali.
Inoltre nel caso in cui una corrente di alimentazione dell'impianto contenga inerti e sia presente una corrente di ricircolo, nell'anello di ricircolo si può assistere ad un continuo accumulo degli inerti, per cui è necessario prevedere uno spurgo per mantenere costante la quantità di inerti all'interno dell'anello di ricircolo.